# Nick Faldo
Nicholas Alexander Faldo (født 18. juli 1957) er en engelsk professionel golfspiller. Han regnes som en af Europas mest succesrige golfspillere gennem tiderne. Faldo blev professionel i 1976.
Han har vundet seks major-turneringer: The Open Championship i 1987, 1990 and 1992, og The Masters i 1989, 1990 and 1996.
I 1977 blev han den yngste spiller nogensinde til at deltage i Ryder Cup. Faldo har i alt repræsenteret Europa 11 gange i Ryder Cup, hvilket er rekorden. Han har også rekorden for at have spillet flest matcher i Ryder Cup, hvor han har vundet 23, tabt 19 og delt 4.
Faldo ble kåret til årets spiller på PGA-touren i 1990 og på Europatouren i 1989, 1990 og 1992. Han vandt Europatourens pengeliste (Order of Merit) i 1983 og 1992. Han har vundet 30 turneringer på Europatouren. Totalt har han vundet over 7 millioner euro gennem karrieren på Europatouren (pr. juni 2004).
Faldo blev gjort til MBE i 1998. Han er angivelig Storbritannias rigeste sportsudøver.
Han er valgt til kaptajn for det europæiske Ryder Cup hold i 2008.

## Sejre

### PGA-touren
- 1984: Sea Pines Heritage
- 1987: The Open Championship
- 1989: The Masters Tournament
- 1990: The Masters Tournament; The Open Championship
- 1992: The Open Championship
- 1995: Doral-Ryder Open
- 1996: The Masters Tournament
- 1997: Nissan Open

### Europatouren
- 1977: Skol Lager Individual
- 1978: Colgate PGA Championship
- 1980: Sun Alliance PGA Championship
- 1981: Sun Alliance PGA Championship
- 1982: Haig Whisky TPC
- 1983: Paco Rabanne Open de France; Martini International; Car Care Plan International; Lawrence Batley International; Ebel Swiss Open-European Masters
- 1984: Car Care Plan International
- 1987: Peugeot Spanish Open; The Open Championship
- 1988: Peugeot Open de France; Volvo Masters
- 1989: Volvo PGA Championship; Dunhill British Masters; Peugeot Open de France
- 1990: The Open Championship
- 1991: Carroll's Irish Open
- 1992: Carroll's Irish Open; The Open Championship; Scandinavian Masters; GA European Open
- 1993: Johnnie Walker Classic; Carroll's Irish Open
- 1994: Alfred Dunhill Open